# Dav Pilkey
David Murray "Dav" Pilkey Jr. (4 maart 1966) is een Amerikaans schrijver, auteur en stripauteur. Hij is auteur van boekenreeksen als Captain Underpants (Kapitein Onderbroek) en Dog man.

## Biografie
Pilkey werd als kind gediagnosticeerd met ADHD en dyslexie. Als kind kwam hij moeilijk mee met de klas, hij werd er regelmatig uitgestuurd en ging op de gang tekenen. Zo werden de strips Captain Underpants en Dog Man geboren.
De film Captain Underpants: The First Epic Movie uit 2017 is gebaseerd op de kinderboeken van Pilkey.